# Teremia Mare, Timiș
Teremia Mare (germană Marienfeld, Grossteremin, maghiară Máriafölde) este satul de reședință al comunei cu același nume din județul Timiș, Banat, România.